# Bultaco El Montadero
La Bultaco El Montadero fou un model de motocicleta fora d'asfalt fabricat per Bultaco entre 1968 i 1972. A mig camí entre el trail i l'enduro, era una moto pensada per al mercat dels EUA, on es comercialitzà quasi en exclusiva (a l'estat espanyol només se n'hi va distribuir una petita partida de vora 10 unitats, equipades amb els llums de la Sherpa T). La "Montadero", com se la coneixia normalment, era una adaptació d'El Bandido, un model de motocròs que Bultaco havia llançat pocs anys abans també als EUA i que, en no assolir l'èxit comercial esperat, fou reconvertida en una moto matriculable i, per tant, més a l'abast del públic en general.
Al llarg de la seva vida comercial se'n produïren dues versions en dues cilindrades (350 i 360 cc), totes elles amb les mateixes característiques generals: motor de dos temps monocilíndric refrigerat per aire, bastidor de doble bressol, frens de tambor i amortidors de forquilla convencional davant i telescòpics darrere.

## Història
El 1967, Bultaco va llançar l'El Bandido, un model destinat al mercat nord-americà i dissenyat per a les curses de motocròs dels EUA. La moto, però, no va acabar de triomfar per culpa, sobretot, del seu pes excessiu. Aviat, Bultaco es plantejà de reduir-ne l'estoc d'unitats sense vendre i amb aquesta finalitat va optar per modificar lleugerament el model, muntant-hi llums homologables als EUA i reduint-ne el soroll del tub d'escapament per tal de transformar-la en una moto matriculable de Tot Terreny -com es coneixia aleshores l'enduro-, però que fos apta també per a circular-hi per carretera. El resultat, anomenat "El Montadero", fou una motocicleta del tipus actualment conegut com a Dual-Purpose (doble propòsit), per bé que més encarada al fora d'asfalt que no pas a la carretera.
La primera Montadero no durà gaire al mercat, ja que era una mica massa semblant a la "Bandido", no només pel que fa l'estètica sinó també per la seva resposta de motor, massa nerviosa, que no encaixava en el mercat. Era, això sí, menys potent que la versió de motocròs, ja que lliurava només 32,5 CV contra els 43,5 de la Bandido. La segona versió, apareguda el 1971, suposà un canvi radical tant en l'apartat estètic com en el de la motorització i altres aspectes: la Montadero Mk2 tenia, contràriament a la Mk1, un comportament molt suau (el seu motor fou comparat amb un de quatre temps per la seva progressiva resposta); a més, tenia un dipòsit de combustible més gran, un selló ample i còmode, suspensions i bastidor millorats i una sofisticada encesa electrònica impermeabilitzada. Seguia essent, però, una moto no apta per al conductor mitjà, sinó més aviat reservada als afeccionats al pilotatge esportiu pel bosc o el desert.
La Montadero estigué en producció fins al 1972. Bultaco no tornà a llançar un model semblant fins al 1975, quan tragué al mercat la Matador MK9, una mena d'híbrid entre la carretera i el trail.

## Versions

### Llista de versions produïdes
| Id. Model | Versió | Cilindrada | Anys        | Núm. Sèrie | Pintura dipòsit        |
| --------- | ------ | ---------- | ----------- | ---------- | ---------------------- |
| 51        |        | 360        | 1968 - 1971 | 51.000.001 | Blanc amb franja negra |
| 52        |        | 350        | 1968 - 1971 | 52.000.001 | Blanc amb franja negra |
|           |        |            |             |            |                        |
| 70        | Mk2    | 360        | 1971 - 1972 | 70.000.001 | Vermell i blanc        |
| 81        | Mk2    | 350        | 1971 - 1972 | 81.000.001 | Vermell i blanc        |

1. ↑  El model 81, idèntic estèticament al 70 o Mk2, ha estat sovint anomenat Mk3

### MK1
Fitxa tècnica
| Bultaco El Montadero MK1 | Bultaco El Montadero MK1       | Bultaco El Montadero MK1       | Bultaco El Montadero MK1 |
| --- | ------------------------------ | ------------------------------ | ------------------------ |
| | 350                            | 360                            |                          |
| Id. Model | 52                             | 51                             |                          |
| Núm. Sèrie | 52.000.001                     | 51.000.001                     |                          |
| Anys | 1968 - 1971                    | 1968 - 1971                    |                          |
| CC | 347,95                         | 362,8                          |                          |
| Diàmetre x Carrera | 83,2 x 64 mm                   | 85 x 64 mm                     |                          |
| Compressió | ?                              | 9:1                            |                          |
| CV | ?                              | 32,5                           |                          |
| Carburador | Amal 932                       | Amal 932                       |                          |
| Canvi | 4 velocitats                   | 4 velocitats                   |                          |
| Suspensió davant | Forquilla telescòpica          | Forquilla telescòpica          |                          |
| Suspensió darrera | Amortidors hidràulics          | Amortidors hidràulics          |                          |
| Pneumàtic davant | 3,50 x 21"                     | 3,50 x 21"                     |                          |
| Pneumàtic darrera | 4 x 18"                        | 4 x 18"                        |                          |
| Frens davant | Tambor 140 x 30 mm             | Tambor 140 x 30 mm             |                          |
| Frens darrera | Tambor 140 x 40 mm             | Tambor 140 x 40 mm             |                          |
| Pes en sec | 114 Kg                         | 114 Kg                         |                          |
| Dipòsit | Blanc amb franja negra (9,5 l) | Blanc amb franja negra (9,5 l) |                          |
| \| • Dimensions \| \| -------------------------------------------------------------------------------------------------------------------------------------------------- \| \| - Distància entre eixos: 1.420 mm - Alçada selló: 785 mm - Alçada sobre el terra: 263 mm - Alçada reposapeus: 285 mm - Alçada presa d'aire: 750 mm \| |                                |                                |                          |
| • Dimensions |                                |                                |                          |
| - Distància entre eixos: 1.420 mm - Alçada selló: 785 mm - Alçada sobre el terra: 263 mm - Alçada reposapeus: 285 mm - Alçada presa d'aire: 750 mm |                                |                                |                          |

### MK2
La versió Mk2 representà un canvi important envers l'anterior. El seu bastidor de doble bressol complet la feia una mica més pesada però en millorava la conducció. La forquilla telescòpica Betor de doble efecte, feta segons les especificacions de Bultaco, tenia vora 18 cm de recorregut. Betor també subministrava els amortidors, amb molles d'efecte progressiu i cinc nivells d'ajustament de la precàrrega. La roda anterior era de 3,00 x 21" i la posterior de 4,00 x 19", amb llandes Akront d'aliatge lleuger. Els frens eren més aviat petits, amb sabates de 14 cm.
El motor era la peça central. Collat sòlidament al bastidor i bellament manufacturat, amb camisa oval i cilindre de nou aletes, lliurava entre 32 i 33 CV a 6.000 rpm amb una relació de compressió de 10 a 1 (tot i que el parell màxim s'assolia al voltant de les 5.000 rpm). El carburador era un Amal Concentric de 32 mm, amb el filtre d'aire alt i els respiradors situats sota el selló, per tal d'evitar l'entrada de residus a l'admissió en cas de caiguda. El sistema d'encesa estava ben protegit per tal d'evitar que es mullés en travessar cursos d'aigua. Una petita bateria de 6 volts podia mantenir els llums encesos amb el motor apagat, tal com prescrivia la llei als EUA. Una magneto proporcionava l'espurna, a través d'una bobina, per a encendre les dues bugies situades a la part superior de la culata de forma simultània, garantint així un aprofitament òptim de la càrrega de combustible.
La caixa de canvis de 4 velocitats dosificava la potència del motor amb una transmissió d'engranatges helicoidals. El dipòsit de benzina de vora 13 litres donava una autonomia de poc més de 240 km. El llarg tub d'escapament amb sortida per la dreta anava protegit per una graella metàl·lica que evitava cremades en cas de contacte. La tapa lateral dreta ocultava la bateria i proporcionava un fàcil accés al filtre d'aire. El cavallet lateral era també a la dreta, una ubicació inusual però útil per a mantenir-lo protegit en cas de caiguda. Els llums eren fàcilment desmuntables i l'única instrumentació era el velocímetre i un indicador de llum de carretera al mateix far.
Fitxa tècnica
| Bultaco El Montadero MK2 | Bultaco El Montadero MK2 | Bultaco El Montadero MK2 | Bultaco El Montadero MK2 |
| --- | ------------------------ | ------------------------ | ------------------------ |
| | 350                      | 360                      |                          |
| Id. Model | 81                       | 70                       |                          |
| Núm. Sèrie | 81.000.001               | 70.000.001               |                          |
| Anys | 1971 - 1972              | 1971 - 1972              |                          |
| CC | 347,95                   | 362,8                    |                          |
| Diàmetre x Carrera | 83,2 x 64 mm             | 85 x 64 mm               |                          |
| Compressió | 10:1                     | 10:1                     |                          |
| CV | ?                        | 32,6 a 6.000 rpm         |                          |
| Carburador | Amal 932 concentric      | Amal 932 concentric      |                          |
| Canvi | 4 velocitats             | 4 velocitats             |                          |
| Suspensió davant | Forquilla telescòpica    | Forquilla telescòpica    |                          |
| Suspensió darrera | Amortidors hidràulics    | Amortidors hidràulics    |                          |
| Pneumàtic davant | 3 x 21"                  | 3 x 21"                  |                          |
| Pneumàtic darrera | 4 x 18"                  | 4 x 18"                  |                          |
| Frens davant | Tambor 140 x 35 mm       | Tambor 140 x 35 mm       |                          |
| Frens darrera | Tambor 140 x 40 mm       | Tambor 140 x 40 mm       |                          |
| Pes en sec | 114 Kg                   | 114 Kg                   |                          |
| Dipòsit | Vermell i blanc (10,5 l) | Vermell i blanc (10,5 l) |                          |
| \| • Dimensions \| \| -------------------------------------------------------------------------------------------------------------------------------------------------------------------------- \| \| - Distància entre eixos: 1.420 mm - Llargada total: 2.110 mm - Amplada manillar: 910 mm - Alçada selló: 785 mm - Alçada sobre el terra: 263 mm - Alçada reposapeus: 285 mm \| |                          |                          |                          |
| • Dimensions |                          |                          |                          |
| - Distància entre eixos: 1.420 mm - Llargada total: 2.110 mm - Amplada manillar: 910 mm - Alçada selló: 785 mm - Alçada sobre el terra: 263 mm - Alçada reposapeus: 285 mm |                          |                          |                          |